# Anolis nicefori
Anolis nicefori este o specie de șopârle din genul Anolis, familia Polychrotidae, descrisă de Dunn 1944. Conform Catalogue of Life specia Anolis nicefori nu are subspecii cunoscute.